# Sicydiinae
A Sicydiinae a csontos halak (Osteichthyes) főosztályának sugarasúszójú halak (Actinopterygii) osztályába, ezen belül a sügéralakúak (Perciformes) rendjébe és a gébfélék (Gobiidae) családjába tartozó alcsalád.
A Sicydiinae alcsaládba 9 nem és 125 faj tartozik.

## Rendszerezés
Az alcsaládba az alábbi 9 nem tartozik:
- Akihito Watson, Keith & Marquet, 2007 - 2 faj
- Cotylopus Guichenot, 1863 - 2 faj
- Lentipes Günther, 1861 - 18 faj
- Parasicydium Risch, 1980 - 1 faj
  - Parasicydium bandama Risch, 1980
- Sicydium Valenciennes in Cuvier & Valenciennes, 1837 - 17 faj
- Sicyopterus Gill, 1860 - 35 faj
- Sicyopus Gill, 1863 - 9 faj
- Smilosicyopus Watson, 1999 - 7 faj
- Stiphodon Weber, 1895 - 34 faj